# Гаргрот
Гаргрот —  обтекающий элемент фюзеляжа самолёта (ракеты), который закрывает всю проводку управления, все трубопроводы и части важных систем, которые выступают за фюзеляж. Гаргрот обеспечивает удобный доступ ко всем вышеперечисленным элементам. В зависимости от размещения бывает верхний гаргрот и нижний гаргрот. Форма элемента бывает различной и зависит от типа самолёта, его технических особенностей.

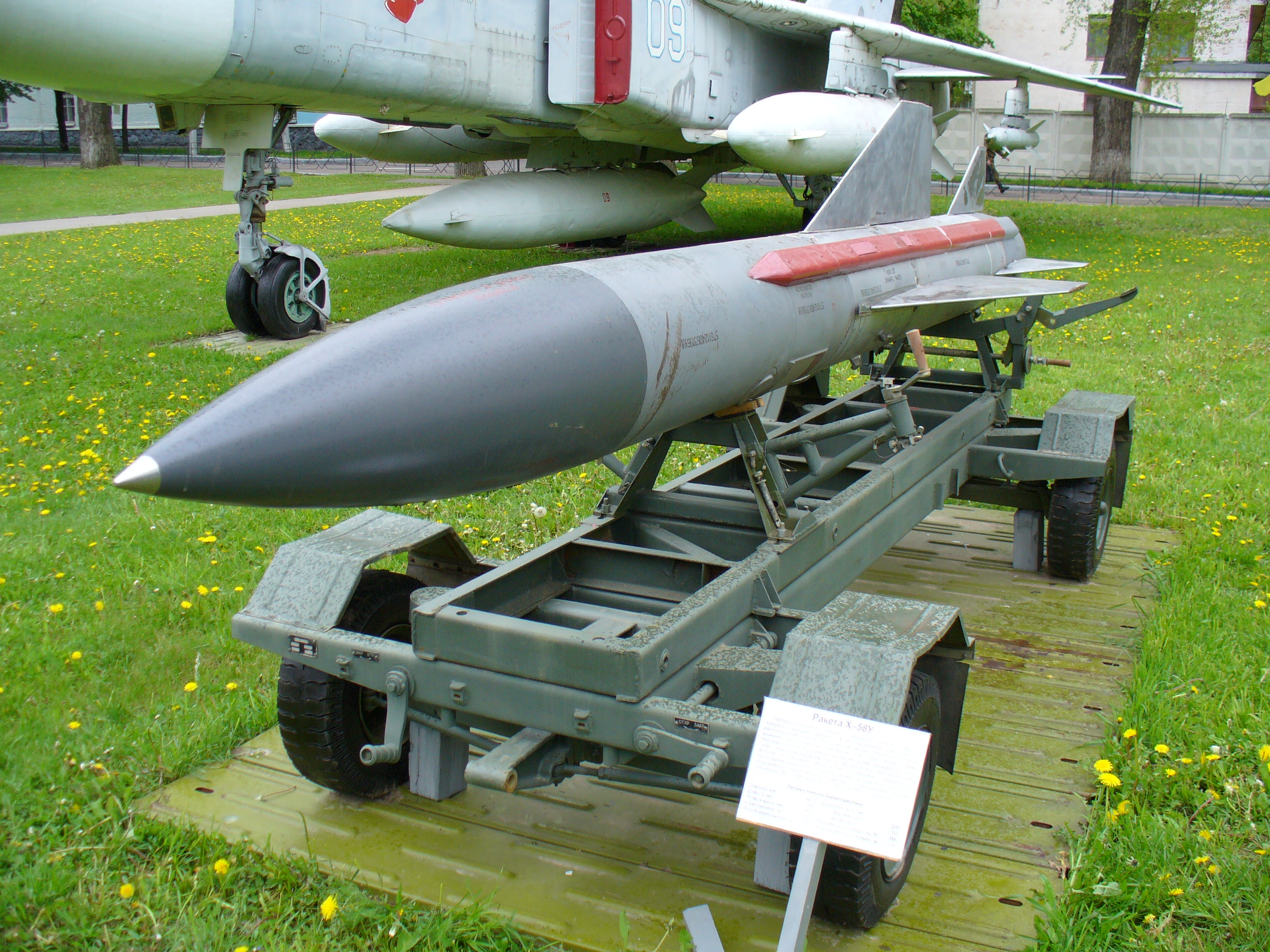
Гаргрот (тёмно-красный элемент вдоль корпуса) ракеты Х-58У

#### Примеры гаргротов
- на самолёте Як-1 гаргрот используется исключительно для получения обтекаемой формы корпуса. Так, верхний гаргрот является продолжением фонаря кабины, а нижний — частью фюзеляжа. Крепятся эти элементы на болтах.
- На самолёте Су-30 гаргрот размещён в средней части фюзеляжа, как раз над передним баком самолёта. Для защиты всех коммуникаций на гаргроте созданы специальные защитные кожухи.

#### Самолёты, у которых имеется гаргрот
- МиГ-31
- Су-24
- Дуглас A-4 «Скайхок»
- Норт Америкэн A-5 «Виджилент»
- Дассо MD-454 «Мистэр» IV

#### Ракеты, у которых имеется гаргрот
- противокорабельная ракета «Москит»